# FidoNet
```

                   __
                  /  \
                 /|oo \
                (_|  /_)
                 _`@/_ \    _
                |     | \   \\
                | (*) |  \   ))
   ______       |__U__| /  \//
  / FIDO \       _//|| _\   /
 (________)     (_/(_|(____/

```

Das FidoNet ist ein Mailboxnetz, das sich in den 1980er und 1990er Jahren über die ganze Welt verbreitete, dann aber durch das Internet sehr stark verdrängt wurde. Mit Stand 2004 gibt es immer noch weltweit einige Tausend aktiv am FidoNet beteiligte Systeme.

## Technik und Organisation

Anzahl der Fido-Nodes seit 1984

Das FidoNet stammt aus einer Zeit, als zumindest im privaten Bereich eine elektronische Datenübertragung zwischen zwei Computern nur durch direkte Anwahl des Zielsystems via Telefonmodem möglich war. Das Internet war in seiner jetzigen Form nicht existent, schnellere Datenverbindungen über das damals gebräuchliche Datex-P-Netz der damals noch staatlichen Deutschen Bundespost waren aufgrund der sehr hohen Kosten Unternehmen vorbehalten.
Da insbesondere Ferngespräche und Auslandstelefonate sehr teuer waren, wurde viel kreative Energie darauf verwandt, bei möglichst wenigen und möglichst kurzen Verbindungen zu Tageszeiten mit niedrigen Gebühren ein schnelles und effektives Verteilen von Mails und Dateien an alle angeschlossenen Systeme zu erzielen. Das FidoNet war in seiner Blütezeit um 1990 herum nicht der einzige organisierte Verbund von privat betriebenen Mailboxen, aber er war der weltweit mit großem Abstand beliebteste.
Die angeschlossenen Systeme verwenden sowohl hinsichtlich des Datenformats, als auch der Datenübertragung ein eigenes Protokoll und spezielle Software. Die Protokolle ermöglichen das Versenden individueller (Netmails) und öffentlicher (Echomails) Nachrichten. Netmails sind begrenzt mit E-Mails vergleichbar, Echomails in den einzelnen Echos mit der Konzeption des Usenet.
Die Übertragung der Daten erfolgt asynchron (Store and Forward). Das Netz ist in einer Art Baumstruktur aufgebaut. Jedes System schickt die Nachrichten an das nächsthöhere System in der Hierarchie weiter. Lediglich die direkte Übertragung von Netmails vom Sendersystem per direkter Verbindung an das Zielsystem, sogenannte Crashmails, richtet sich nicht nach der Hierarchie. (Manchmal wird auch die Weitergabe von Netmails getrennt von den Echomails abgewickelt, um schnellere Laufzeiten von Netmails ohne signifikant höhere Kosten zu erreichen, allerdings ist das inzwischen die Ausnahme).
In Europa stieg nach der Öffnung des Eisernen Vorhangs die Zahl der an das Fido-Netz angeschlossenen Systeme stark an. Nodes aus dem ehemaligen Ostblock – insbesondere aus Russland – betrieben ab Anfang der 1990er Jahre die Mehrzahl der Systeme in der Zone 2. Anfang 2006 stellten die Regionen Russland und Ukraine die meisten Nodes im FidoNet. Mehr als 80 % der Zone-2-Nodes sind in den osteuropäischen FidoNet-Regionen zu finden. Die Region 24 – Deutschland – ist mit über 8 % der Nodes die größte Region in Westeuropa.
Bezogen auf die transportierte Datenmenge setzte der eigentliche Boom des FidoNet mit der Einführung von ISDN in Europa ein. Bei gleichen Kosten konnte deutlich mehr Nachrichtenvolumen transportiert werden. Das lag einerseits an der höheren Geschwindigkeit von 64.000 Bit/s, während Modems zwischen 2.400 und 19.200 Bit/s lagen. Außerdem dauert der Verbindungsaufbau bei ISDN nur eine knappe Sekunde, während er bei analogen Modems bis zu 20 Sekunden dauern kann, in denen die Verbindung bereits bezahlt werden muss.
Durch die höhere Transferrate kamen Fileechos in Mode, um Freeware, Shareware und Textdateien automatisiert über die Baumstruktur des Netzes zu verteilen. Fileechos benutzen die gleiche Technologie, die zur Verbreitung der Nodelisten eingesetzt wurde. Manche Fileechos sind thematisch abgegrenzt, zum Beispiel Spiele, Texte oder Betriebssystem. Einspeisen (sog. Hatchen) kann jeder Teilnehmer des Fileechos.
Die öffentlichen Beiträge werden in Echos veröffentlicht, die in ihrer Funktion den Newsgroups des Usenet sehr ähnlich sind. Fast alle Echos haben einen Moderator, der dafür sorgt, dass die Beiträge inhaltlich zum Thema des Echos passen und die allgemeinen Regeln des Fidos eingehalten werden. Der Moderator wird meist turnusmäßig von den Echo-Teilnehmern gewählt. Bei mehrfachen Regelverstößen kann ein Point oder Node, über welchen die Regelverstöße in das Fido-Netz gelangt sind, vom Bezug des Echos und sogar vom gesamten Fidonet ausgeschlossen werden. Ein einmal abgeschickter öffentlicher Artikel kann nicht wieder zurückgezogen werden (wie dies im Usenet durch eine „cancel-message“ versucht werden kann).
Im Gegensatz zum Usenet läuft die Kommunikation im FidoNet privater ab: Während viele Newsgroups im Usenet mit Spam überschwemmt werden und einige Benutzer entgegen der Netiquette unter einem Pseudonym schreiben, ist das FidoNet in der Regel spamfrei und bietet durch die allgemeine Beachtung der Verhaltensregeln eine von vielen als angenehmer empfundene Atmosphäre. Darüber hinaus ist bei der Anmeldung zum FidoNet ein Kontakt zum Betreiber (SysOp) einer Mailbox nötig.
Diese Technik wurde von vielen privaten und kommerziellen Organisationen verwendet, um dezentrale Kommunikation zu ermöglichen. Zum Beispiel haben viele Betreiber von Ölplattformen dieses System genutzt, weil es eine kostengünstige Variante darstellte.
Erstaunlich für damalige Verhältnisse war auch die Geschwindigkeit. Obwohl das Fidonet ein von Privatleuten geschaffenes System war, zu dem jeder seinen kleinen Teil beitrug, benötigte eine Netmail von Deutschland in die USA selten länger als 2 Tage, per sogenannter Crashmail konnte sogar mittels täglich festgelegter garantierter Zustellzeiten (National Mail Hour (NMH)/Zone Mail Hour (ZMH)) Netmail innerhalb höchstens eines Tages zugestellt werden.
Damit eine Abgrenzung zwischen Fidonet und anderen Fidonet-basierten Systemen garantiert werden konnte, wurden Nummern für geographische Zonen verwendet, die das FidoNet selbst nicht benutzt (sog. Othernets). Ein für Deutschland bekanntes Beispiel war das vom Verlag Heinz Heise initiierte Gernet (Zone 21).

## Geographische Aufteilung
Das Netz ist in sechs geographische Zonen unterteilt:
- Zone 1: Nordamerika
- Zone 2: Europa
- Zone 3: Ozeanien
- Zone 4: Lateinamerika
- Zone 5: Afrika
- Zone 6: Asien

### Regionale Organisation
Innerhalb der Zonen gibt es Regionen und Netze, die einfach durch Zahlen bezeichnet werden. Jedes Netz wird von mindestens einem Host und evtl. mehreren Hubs mit Nachrichten versorgt.
An den Hub angeschlossen sind die so genannten Nodes. Dies sind in der Regel kleinere Mailboxsysteme, die eine überschaubare Menge an Points, welche das letzte Glied in dieser Kette darstellen, mit Nachrichten versorgen. Points gelten nicht als Mitglieder des FidoNets, sondern sind reine Nutzer. Im Gegensatz zu den Nodes haben Points in der demokratischen Struktur keine Rechte.
Entsprechend dieser technischen Struktur ist eine weltweite eindeutige FidoNet-Adresse nach folgendem Schema aufgebaut:
Zone:Net/Node.Point (also zum Beispiel 2:270/1200.1)
Darüber hinaus existieren sogenannte unabhängige Nodes, die in den meisten Fällen als Gateways fungieren. Als Standard für ein Gateway in das Usenet dient die Software Fidogate von Martin Junius. Über viele Jahre wurde so die Erreichbarkeit des Benutzers Max Mustermann des o. g. Mailbox-Systems über die Adresse Max_Mustermann@p1.f1200.n270.z2.fidonet.org gewährleistet. Ein Nebeneffekt des Transports von Fido-Echo-Mails ins Usenet und umgekehrt ist, dass viele Mails ehemaliger Fidonet-Points und -Nodes sich auch heutzutage in Googles Usenet-Archiv wiederfinden lassen.
Getragen wird dieses Netz ausschließlich von Privatpersonen, Kommerz ist im FidoNet verboten. Als der Heise-Verlag seine Areas nicht im Rahmen des FidoNet betreiben durfte, gründete er das Gernet. Das war allerdings nicht immer so, es gab eine Zeit lang von Unternehmen finanzierte Nodes, die insbesondere Support-Echos für ihre Produkte verteilten.
Um eine Übersicht aller angeschlossenen Systeme zu haben, aber auch um ein korrektes Routing der Nachrichten zu garantieren, wird die Nodelist erstellt, in der alle Nodes des FidoNets aufgelistet sind. Jeden Freitag wird die Liste aktualisiert und eine Auflistung der Änderungen zur letzten Liste versendet, die so genannte Nodediff, welche von den angeschlossenen Systemen automatisch verarbeitet werden kann. Die Nodelist enthält neben den Informationen zur Nodenummer auch Angaben über den Betreiber des Nodes, den geographischen Standort, die Telefon- oder IP-Nummer, die möglichen Übertragungsprotokolle sowie die Zeitfenster, in denen das System erreichbar ist. Aufgrund dieser Informationen können Nodes und auch Points entscheiden, an welcher Stelle die direkten Netmails, die Crashmails, abgegeben werden können.

## Geschichte
Gegründet wurde das FidoNet 1984 von Tom Jennings in den USA. Benannt wurde es nach seinem Hund „Fido“.
Seit Ende der 1990er Jahre gehen die Mitgliederzahlen zurück, hauptsächlich, da vollwertige Internetzugänge mittlerweile Standard geworden sind. Zur besten Zeit enthielt die sog. Nodelist weltweit über 30.000 Einträge.

### Fido-Putsch im Jahre 1993 innerhalb des Netzes 2:24 (Deutschland)
Fido sollte von seiner Struktur her eigentlich regional-hierarchisch organisiert sein. Das bedeutet, dass der übergeordnete Server, der sog. Uplink, sich in mittelbarer Umgebung zum eigenen System (Node) befindet (idealerweise im Gültigkeitsbereich des Ortstarifes der Telefongesellschaft).
Mit den Jahren verlangten allerdings verschiedene Hubs und Uplinks Gebühren von ihren untergeordneten Systemen, in erster Linie um die eigenen Kosten decken zu können. Dies bedingte eine Konkurrenz innerhalb des Netzes, die dazu führte, dass das Netz zusehends fragmentierte und sich die Nodes Uplinks außerhalb ihres Bereichs suchten.
Innerhalb des Netzes bildete sich eine Bewegung, die die Nodes wieder in eine regional orientierte Struktur zwingen wollte. Nach vielen Monaten der Auseinandersetzung vor allem unter den Netzkoordinatoren (NCs) schloss sich ein nicht unerheblicher Teil des Netzes zusammen, um eine „gewaltsame“ Übernahme anzustreben, indem man die Nodelistkeeper auf seine Seite zog beziehungsweise eigene Nodelisten einführte. Die Nodeliste ist von daher Dreh- und Angelpunkt des Netzes, da sie zum einen die Adressen der angeschlossenen Systeme führt und zum anderen das Routing auf ihr basiert.
Am 2. Juli 1993 spaltete sich mit der Nodelist 176 ein Teil des Netzes ab und wurde zum neuen offiziellen FidoNet (Fido-Lite). Die Nodes, die nicht mitzogen, wurden innerhalb des Fido-Classic geführt, welches seine eigene Nodelistenlogik weiterführte. Seitdem mussten faktisch alle Systeme innerhalb des Netzes eine Fido-Lite- und eine Fido-Classic-Nodelist führen.
Am 12. Juli 1993 schrieb Juergen Hermann in den globalen Fido News:
```
+++ news flash +++ news flash 
+++
 news flash +++ news flash
FidoNet lost 500 nodes - first major disruption of so-far constant
growth - more losses to come - keep your lines open for the next HUGE
nodediff - a great step towards enforcing THE POLICY
+++ news flash +++ news flash +++ news flash +++ news flash
```

Die faktische Trennung des FidoNet in zwei Netze, die dieselbe Zone und Region in der Adressierung nutzten, stellte die meisten Mailboxen vor mehr oder weniger unlösbare technische Probleme. Zur Sicherstellung der Echo- und Netmail-Versorgung zwischen den beiden Netzen nahmen einige Betreiber große Bürden auf sich. So führten die Verbindungen zunächst über amerikanische, später über niederländische Mailboxen, was bei den damaligen Telefonkosten eine enorme finanzielle Belastung darstellte.

## Zustand 2006
Die öffentlich (als Point) lesbaren deutschen Echos stehen zum größten Teil verlassen, einige existieren nur noch auf der Area-Liste der angewählten („gepollten“) Mailbox. Die Zahl der noch aktiven (deutschen) Benutzer ist mittlerweile auf eine überschaubare Zahl gesunken und setzt sich zu etwa 50 % aus per Fido-over-IP (Abfrage der Mailbox über das Internet) und zu 50 % aus direkt (ohne Internet) anwählenden Benutzern zusammen. Die meisten Mailboxen beziehen ihre Nachrichten heutzutage mittels überregionaler Anbindung per Internet, um eine schnellere Weiterleitung von Nachrichten (es wird in sehr kurzen Abständen gepollt) sowie einen Betrieb unter sehr geringen Kosten (durch Verwendung einer Flatrate) zu ermöglichen. Viele Mailboxen wurden jedoch inzwischen abgeschaltet, und so ist es auch schwer, überhaupt noch einen Zugang zum FidoNet zu finden. Die altbekannte zur Teilnahme benötigte Software wird zum Teil nicht mehr weiterentwickelt und läuft auf neueren Betriebssystemen meist nur noch fehlerhaft. Eine Ausnahme bilden aktuelle CrossPoint-Derivate, die wegen ihrer Multinetz-Fähigkeit und Kompatibilität mit unterschiedlichen Netzen nach wie vor gepflegt und aktiv weiterentwickelt werden. Auch das bekannte WinPoint wird vom Autor weiterhin gepflegt und regelmäßig in neuen Versionen veröffentlicht. Eine Möglichkeit, innerhalb von Minuten Point mit allen Rechten und Pflichten zu werden, bietet das Fido-Deluxe-Paket von Michael Haase, das auf dem CDP-Standard aufsetzt und eine intelligente Installationsroutine und ein modernes Frontend bietet.
Am Ende der 1990er Jahre ist der direkte Zugang zum Internet für Privatanwender immer erschwinglicher geworden, wodurch das FidoNet 20 Jahre nach seiner Gründung zunehmend verdrängt wurde. Kaum jemand weiß heutzutage noch etwas mit dem Begriff FidoNet anzufangen – die Kommunikation läuft in den für die meisten Benutzer wesentlich zugänglicheren (da ohne zusätzliche Software allein mit einem Webbrowser erreichbaren) Webforen ab, welche jedoch anders als das FidoNet oder beispielsweise das Usenet keine inhaltliche Vernetzung untereinander bieten können.
Im Januar 2006 sind noch 7725 Nodes gelistet. Folgende Tabelle zeigt deren Verteilung sowie die Entwicklung der Zahlen seit 1995:
|      |               | Anzahl Nodes | Anzahl Nodes | Anzahl Nodes | Anzahl Nodes | Anzahl Nodes | Anzahl Nodes | Anzahl Nodes | Anzahl Nodes | Anzahl Nodes |
| Zone | Name          | 1/1995       | 4/1996       | 1/1998       | 1/2000       | 1/2002       | 1/2004       | 1/2006       | 2020         | 8/2025       |
| ---- | ------------- | ------------ | ------------ | ------------ | ------------ | ------------ | ------------ | ------------ | ------------ | ------------ |
| 1    | Nordamerika   | 18242        | 14079        | 6199         | 2003         | 1268         | 940          | 687          |              | 366          |
| 2    | Europa        | 13378        | 16512        | 14598        | 11873        | 11067        | 8768         | 6906         | 737          |              |
| 3    | Ozeanien      | 1183         | 1103         | 580          | 197          | 122          | 75           | 60           | 30           |              |
| 4    | Lateinamerika | 615          | 573          | 435          | 207          | 49           | 35           | 29           | 34           |              |
| 5    | Afrika        | 126          | 117          | 91           | 53           | 87           | 87           | 14           | 0            |              |
| 6    | Asien         | 1317         | 1228         | 1091         | 916          | 112          | 87           | 29           | 0            |              |
|      | gesamt        | 34866        | 33612        | 22934        | 15249        | 12655        | 9992         | 7725         | 4648         | 1167         |

Am 30. Januar 2011 wurden viele FidoNet-Nodes reaktiviert, um die zeitweilige Abschaltung des Netzes während der Revolution in Ägypten 2011 zu umgehen.